# Gay Village (Roma)
Gay Village è stato uno dei più grandi eventi LGBT organizzato a partire dal 2002 su idea di Imma Battaglia ed altri Soci tra cui Anna Chiara Mariglioli e Paola Dee ; si svolgeva da giugno a settembre. È divenuto negli anni uno dei principali luoghi di ritrovo della comunità omosessuale e, in generale, uno dei più frequentati eventi dell'estate romana. Nel 2011 vinse il Best Event Awards per il miglior evento pubblico dell'anno, il premio assegnato dall'Agenzia della Comunicazione ai più importanti eventi svoltisi in Italia. Nell'estate del 2012, oltre 300.000 persone visitarono il Gay Village. La manifestazione chiuse il 2015 con oltre 500.000 persone che sono passate per il Gay Village ed oltre 10 milioni di persone raggiunte attraverso la campagna di comunicazione.
Localizzato nei primi anni nell'area dell'ex mattatoio di Testaccio e poi al Parco del Ninfeo dell'EUR, al Gay Village si sono succeduti grandi eventi musicali, rassegne teatrali e cinematografiche e dibattiti, oltre alla consueta attività da discoteca. Ha sempre visto l'appoggio delle principali istituzioni locali, dal Comune alla Regione. Sono stati più volte ospiti del Gay Village il sindaco Gianni Alemanno, la presidente della Regione Renata Polverini e il presidente della Provincia Nicola Zingaretti.
Hanno tenuto spettacoli al Gay Village, tra gli altri: Franca Valeri, Loredana Bertè, gli Alcazar, Village People, Boy George, Bob Sinclar, George Michael, Patty Pravo, Anna Oxa, Irene Grandi, Platinette, Mariella Nava, Marina Rei, Amanda Lear, Vladimir Luxuria, Federico Zampaglione, Iaia Forte, Leo Gullotta, Lino Banfi, Paola Turci, Lina Sastri, Alessandro Fullin, Cinzia Leone, Anna Mazzamauro, Giusy Ferreri, Syria, Virginia Raffaele, Lina Wertmüller, Maximo De Marco  che apri' con il suo concerto la prima stagione del Gay Village nel 2002. Direttrice artistica dell'evento dal 2013 è Vladimir Luxuria, mentre Matteo Garrone è autore della sigla d'apertura.
La manifestazione aprì la stagione 2016 con il confronto all'americana tra i candidati sindaci di Roma, il concerto di Noemi e la madrina della serata, Mara Venier. All'intrattenimento si univa lo spirito della manifestazione, che da sempre combatteva le discriminazioni aprendo il proprio palco a molteplici personalità che portavano al pubblico il messaggio di uguaglianza.
L'ultima edizione del Gay Village è stata organizzata nel 2018 (totalizzando 16 edizioni in tutto). L'evento si è svolto presso la città dell'altra economia di Testaccio.

## Mission e Vision
• Mission: essere il punto nevralgico per l’informazione, la cultura ed il divertimento, senza alcuna discriminazione. Creare un centro di aggregazione che, sotto il nome “Gay Village“, riesca a combattere la ghettizzazione e l’esclusione sociale, puntando allo scambio di idee e posizioni, volte alla crescita personale e civile.
• Vision: il Gay Village vuole diventare la piattaforma di riferimento per tutte le nuove visioni che tracciano la società del futuro, andando a creare una generazione lontana dall'oppressione e dalla repressione che ha guidato l’Italia fino ad oggi. Tutto questo, attraverso il palinsesto culturale e ludico che permette e permetterà l’incontro e la convivenza.

## Eventi e rassegne

### Love Paradigma
Dal 7 al 9 luglio 2011 si è tenuto nel contesto del Gay Village il programma evento Love Paradigma, tre serate all'insegna della danza classica e contemporanea. Sotto la direzione artistica del coreografo Mario Piazza Love Paradigma ha cercato di celebrare l'amore in tutte le sue possibili declinazioni: da quello per la danza tout court che il 7 luglio, nella serata inaugurale della rassegna, ha visto esibirsi una parata di ètoiles internazionali, tra cui la stella nascente Davide Dato in un pezzo in prima mondiale coreografato proprio dal direttore artistico.
Nella serata dell'8 luglio si è celebrato l'amore per la fusione tra musica e la danza grazie alle voci dei cantanti Mamo Adonà e di Gianni Greco, e di dieci danzatori.
La serata conclusiva del 9 luglio intitolata “Love Affection” ha celebrato l'Amore Universale espresso attraverso la lotta per i Diritti Universali dell'uomo.

### Gender DocuFilm Fest
Dal 2010 all'interno del programma culturale del Gay Village viene offerta anche una rassegna cinematografica. Il Gender DocuFilm Fest è il primo festival in Italia a raccontare le forme mutevoli dell'identità di genere, ampliando i confini del transessualismo e dell'omosessualità.
Inoltre, tutti i documentari sono anteprime italiane e spesso europee: il Gender DocuFilm Fest è la prima occasione in cui queste pellicole e i loro autori incontrano il responso del pubblico e si confrontano con esso.

#### Prima edizione - 2010
Film in concorso:
- L'Esprit de Madjid (Lo spirito di Madjid) di Ines Johnson-Spain (Togo 2009)
- Should I Really Do It? di Ismail Necmi (Turchia 2009)
- Ella es el Matador di Cubero & Carrasco (USA/Spagna 2009)
- Stretch Marks di Zohar Wagner (Israele 2009)
- Too much pussy di Émilie Jouvet (Francia/Germania 2010)
- Who's Afraid of Kathy Acker? di Barbara Caspar (Austria/Germania 2008)
- Prodigal sons di Kimberly Reed (USA 2008)

Giuria:
- Michael Palmieri
- Donal Mosher

Premi:
- Premio della giuria a Prodigal sons
- Premio del pubblico a Should I Really Do It?

Direzione artistica e staff:
Giona A. Nazzaro (direttore artistico), Filippo Ulivieri e Imma Battaglia.

#### Seconda edizione - 2011
Film in concorso:
- Pyuupiru 2001-2008 di Daishi Matsunaga (Giappone 2010)
- The table  with the dogs (Kathakali) di Cédric Martinelli e Julien Touati (India 2010)
- Le ciel en bataille (Battaglia nel cielo) di Rachid B. (Francia 2010)
- Romeo & Julius di Sabine Hviid (Danimarca 2010)
- FACE (Volti) di Adele Wilkes (Australia 2010)
- I shot my love (Ho ucciso il mio amore) di Tomer Heymann (Israele 2010)
- Regretters (Pentimenti) di Marcus Lindeen (Svezia 2010)

Giuria:
- Luca Guadagnino
- Sonja Henrici
- Robert Greene
- Alberto Lastrucci

Premi:
- Premio della giuria a THE TABLE WITH THE DOGS (KATHAKALI)
- Menzione speciale e premio del pubblico a REGRETTERS (Pentimenti)

Direzione artistica e staff:
Giona A. Nazzaro (direttore artistico), Filippo Ulivieri e Imma Battaglia.

### Gay Village Awards
Nel 2011 in occasione del decennale del Gay Village vengono assegnati i Gay Village Awards ai personaggi del mondo dello spettacolo, dell'imprenditoria e della politica che maggiormente si sono distinti per aver sostenuto la comunità LGBT.

#### Vincitori
| Anno | Politica                                        | Spettacolo                               | Imprenditoria                  | Cinema         | Who’s next Italy |
| ---- | ----------------------------------------------- | ---------------------------------------- | ------------------------------ | -------------- | ---------------- |
| 2011 | Anna Paola Concia Emma Bonino Nicola Zingaretti | Luciana Littizzetto Lino e Rosanna Banfi | Stefano Gabbana Domenico Dolce | Ferzan Özpetek | Marco Mengoni    |

Un premio speciale è andato a Vladimir Luxuria per l'impegno a favore dei diritti della comunità LGBT. A ritirare il premio nella serata del 9 settembre 2011 Lino e Rosanna Banfi, Ferzan Özpetek, Paola Minaccioni, Vladimir Luxuria e Nicola Zingaretti. Stefano Gabbana e Domenico Dolce hanno salutato il pubblico con un video-messaggio, Emma Bonino ha affidato i ringraziamenti ad una nota ufficiale del Senato.

## Edizioni e location
- 2002 - Roma, Area Ex Mattatoio al Testaccio
- 2003 - Roma, Area Ex Mattatoio al Testaccio
- 2004 - Roma, Area Ex Mattatoio al Testaccio
- 2005 - Roma, Parco di San Sebastiano alle Terme di Caracalla
- 2006 - Roma, Parco delle Cascate all'EUR
- 2007 - Roma, Parco delle Cascate all'EUR
- 2008 - Roma, Parco del Ninfeo all'EUR
- 2009 - Roma, Parco del Ninfeo all'EUR
- 2010 - Roma, Parco del Ninfeo all'EUR
- 2011 - Roma, Parco del Ninfeo all'EUR
- 2012 - Roma, Parco del Ninfeo all'EUR
- 2013 - Roma, Parco del Ninfeo all'EUR
- 2014 - Roma, Parco del Ninfeo all'EUR
- 2015 - Roma, Parco del Ninfeo all'EUR
- 2016 - Roma, Parco del Ninfeo all'EUR
- 2017 - Roma, Parco del Ninfeo all'EUR
- 2018 - Roma, Città dell'Altra Economia al Testaccio